# 33157 Пертіле
33157 Пертіле (33157 Pertile) — астероїд головного поясу, відкритий 24 лютого 1998 року.
Тіссеранів параметр щодо Юпітера — 3,325.